# Tamar Bergman
Tamar Bergman (geboren 29. Januar 1939 in Tel Aviv, Palästina (Völkerbundsmandat); gestorben 9. November 2016) war eine israelische Autorin.

## Leben und Werk
Tamar Bergman wurde 1939 in Tel Aviv geboren. Sie verlor ihren Vater, einen Angehörigen der Palmach, bereits früh und verbrachte einen Teil ihrer Kindheit in einem Kibbuz, ehe die Familie nach Jerusalem umzog. An der Hebräischen Universität Jerusalem erwarb sie einen Abschluss als Bachelor of Arts in Englisch und Französisch. Anschließend erhielt sie ein Stipendium für die Sorbonne in Paris, wo sie moderne französische Literatur studierte.
Nach ihrer Rückkehr nach Israel verfasste sie zahlreiche Kinder- und Jugendbücher sowie Hörfunkmanuskripte für Kindersendungen. Sie schrieb zunächst Bücher für kleinere Kinder; mit ihren eigenen Kindern wurden auch die Adressaten ihrer Bücher größer, und ab den 1990er Jahren schrieb sie auch Bücher für Erwachsene.

### Wichtige Werke
Das Jugendbuch Ha-Yeled Mi-"Shama" (deutsch: Der Junge von Drüben) erschien außer auf Hebräisch in Übersetzungen auf Englisch, Deutsch, Japanisch, Italienisch, Serbisch und Chinesisch. Das hebräische Wort scham („dort“) im Ausdruck mischama („von dort“ bzw. „von drüben“) des Buchtitels ist in der Bedeutung „dort, wo es passierte“ ein Synonym für Europa als Ort der Shoah. Die Hauptperson ist ein Junge namens Avram (auch Avramik oder Avremele genannt), der sich zusammen mit seiner kranken Mutter während des Zweiten Weltkriegs in einem Dorf in Europa vor den deutschen Besatzern hatte verstecken müssen. Nach der Befreiung durch die Alliierten wurde seine Mutter in ein Krankenhaus gebracht; obwohl sie niemals zurückkehrt, kann Avram nicht akzeptieren, dass sie tot ist. Das Buch setzt damit ein, dass Avram von seinem Onkel in einen Kibbuz im Mandatsgebiet Palästina gebracht wird. Trotz der Bereitschaft der Kinder, ihn in ihre Mitte aufzunehmen, bleibt er verängstigt. Er, der Junge von drüben, kann sich nur langsam in das Kibbuzleben integrieren. Er verbirgt hartnäckig sein Geheimnis, nämlich seine Überzeugung, dass seine Mutter zurückkehren wird. Die einzige Person, zu der er ein Vertrauensverhältnis aufbaut, ist Rina, die – ähnlich wie Avram – nicht akzeptieren kann, dass ihr Vater als Angehöriger der Jüdischen Brigade in Italien getötet wurde. Als nach Ausbruch des Palästinakriegs 1948 der Kibbuz unter Beschuss kommt, müssen alle Kinder evakuiert werden, und Avrams Angst bricht erneut aus. Im Moment der Gefahr kann er sie jedoch überwinden. Zu Ende des Buches findet Avram eine Antwort auf die Frage, die ihn lange verfolgt hat. – Nachdem Tamar Bergman das Buch relativ schnell verfasst hatte, kamen ihr Zweifel, ob sie die Geschichte schon irgendwo zuvor gelesen hätte und diese darum ein Plagiat sei. Erst der unerwartete Besuch ihrer Cousine, der einzigen Überlebenden der großen Familie ihres Onkels, brachte ihr die Erinnerung zurück. Ihr wurde klar, dass das Buch teils auf Geschichten basiert, die sie sich als Kind während ihres Kibbuzaufenthaltes ausgedacht hatte.
Das Kinderbilderbuch Where is? wurde von Rutu Modan illustriert.
Als ihr bestes Buch bezeichnete Tamar Bergman die Biographie ihres Vaters; im Buchtitel ist er der Kapitän, der nicht zurückkehrte. Die Übersetzung aus dem Hebräischen wurde jedoch abgelehnt, da das Buch zu lokal verhaftet wäre.
Anknüpfend an ihr Buch Der Junge von Drüben schrieb Bergman ein Ein-Personen-Stück, das 2014 im Kindermuseum des Museums Haus der Ghettokämpfer im Kibbuz Lochamej haGeta’ot aufgeführt wurde und das heutigen Kindern die kulturelle Kluft vermitteln soll, die zwischen ankommenden jungen Holocaust-Überlebenden und ihren gleichaltrigen Einheimischen bestand.

## Werke in deutscher Übersetzung
- Der Junge von Drüben. Aus dem Hebr. von Kirsten Praefcke-Meron, Alibaba Verlag, Frankfurt am Main 1991. Als Taschenbuch unter neuem Titel: Die Kinder aus dem Jordantal. Rowohlt, Reinbek bei Hamburg 1994
- Taschkent ist weit von Lodz. Aus dem Hebr. von Mirjam Pressler, Alibaba Verlag, Frankfurt am Main 1992. Als Taschenbuch: Fischer-Taschenbuch-Verlag, Frankfurt am Main 1996

## Auszeichnungen
- 1984: Bernstein Prize für Der Junge von Drüben als bestes Kinderbuch des Jahres
- 1989: Ze’ev Preis für Kinder- und Jugendbuch
- Auszeichnung „Bestes israelisches Kinderbuch“ vom Zentrum für Kinder- und Jugendliteratur an der Universität Haifa für Der Junge von Drüben
- 2000: Ze’ev Preis für Kinder- und Jugendbuch